# ميس ويندو
ميس ويندو هو شخصية خيالية في عالم حرب النجوم، ومثل دوره الممثل الأمريكي صامويل جاكسون في أفلام الثلاثية الثانية. وأدى صوته آخرون في ألعاب الفيديو والرسوم المتحركة.
ميس ويندو هو أحد أسياد الجيداي، وكان أحد الأسياد في مجلس الجيداي الأعلى، وهو أحد آخر أعضائه قبل سقوط الجمهورية المجرية. كان ويندو من المكلفين بإيصال المعلومات بين المجلس والمستشار الأكبر.

## تصوير الشخصية
شخصية ميس ويندو هي إحدى أوائل الشخصيات التي تم وضعها في تاريخ حرب النجوم، حيث كان الراوي الأصلي لمسودة عام 1973 لفيلم حرب النجوم الأصلي (الذي سمي لاحقا حرب النجوم: أمل جديد). وبعد النتقيح والتعديل تمت إزالة شخصيته من الثلاثية الأصلية، لكنه أعيد في عام 1994 عندما بدأ جورج لوكاس بالعمل على الثلاثية الثانية.
أعرب صامويل جاكسون عن رغبته في أن يمثل في الفيلم القادم، والذي أصبح الحلقة الأولى: تهديد الشبح. وعرض لوكاس الدور على جاكسون والذي قبله على الفور ووقع عليه، ولكن مقابل بعض الشروط على تصوير شخصيته. كان جاكسون مدركا أن شخصيته ستموت بنهاية الثلاثية (لأنها لم تظهر بالثلاثية الأصلية)، وكان أحد شروطه أن تموت شخصيته بطريقة مذهلة، بدلا من أن يُقتل بشكل عادي.
كما طلب جاكسون أيضا، وفقا لمقابلة مع ديفيد ليترمان في 13 مايو 2005، أن يمنح ويندو سيف ليزر بشعاع أرجواني كشرط آخر للظهور في الأفلام، وذلك لجعل الشخصية فريدة ومميزة. كان جاكسون من محبي سلسلة حرب النجوم، وأراد لونه الخاص ليتم تمييز شخصيته والتعرف عليها في مشهد المعركة النهائية في الحلقة الثانية: هجوم المستنسخين وسط باقي الجيداي. وربما غير هذا القرار فكرة ما ينبغي أن تبدو عليه ألوان سيوف الجيداي.

## الظهور في أفلام حرب النجوم

### تهديد الشبح
ظهر ميس ويندو أول مرة في الحلقة الأولى: تهديد الشبح بين أسياد نظام الجيداي. وكان حاضرا عندما أحضر كوي غون جين (ليام نيسون) الصبي أناكين سكاي ووكر (جايك لويد) أمام مجلس الجيداي، زاعما أن العبد الصغير هو «المختار» في نبوءة الجيداي وأنه سيحقق التوازن في القوة. شارك ميس مخاوف المجلس حول مستقبل الصبي، واتفق معهم على رفض منح كوي غون الإذن لتدريبه. لكنهم وافقوا على منح تلميذه أوبي وان هذا الأذن. كان ميس حاضرا في جنازة كوي غون بعد مقتله على يد دارث مول (كاي بارك)، وكان متأكدا هو ويودا أن القاتل كان من جماعة السيث، لكنه لم يكن متاكدا إن كان معلما أو متدربا.

### هجوم المستنسخين
في الحلقة الثانية: هجوم المستنسخين، بعد عشر سنوات، لم يعد ميس ويندو ضمن أسياد الجيداي وعاد إلى منصبه السابق كعضو بارز في مجلس الحكم. وحاول مساعدة الجيداي في هزيمة تهديد الانفصاليين المتزايد بقيادة كونت دوكو (كريستوفر لي). كما راقب أناكين الشاب (هايدن كرستنسين) بقلق وهو يتمرد على وصاية أوبي وان. في مشهد الذروة في الفيلم، قاد مجموعة من الجيداي في معركة ضد جيش دوكو. في هذه المعركة، قام ويندو بقتل صياد الجوائز جانغو فيت (تيمويرا موريسون).

### انتقام السيث
ظهر ميس آخر مرة في الحلقة الثالثة: انتقام السيث. حتى هذه اللحظة، ظل يحارب في حروب المستنسخين لثلاث سنوات، وانعدمت ثقته بالمستشار الأعلى، بالباتين (ايان ماكديارميد). وعندما قام بالباتين بتعيين أناكين ممثلا شخصيا له في مجلس الجيداي، خاف ويندو أن هذه الخطوة تهدف إلى إعطاء المستشار صوتا في شؤون الجيداي، وصوت لحرمان أناكين من مرتبة الجيداي، وكما ذكر لاحقا فهو لا يثق بأناكين.
لاحقا، قام أناكين بإخبار ميس ان بالباتين هو في الواقع دارث سيديوس قائد التمرد. فذهب ميس ويندو مع مجموعة من الجيداي لمواجهة بالباتين. قاوم بالباتين الاعتقال وتمكن من قتل رفاق ميس ويندو. استطاع ويندو أن يتفوق في المبارزة، فرد بالباتين بإطلاق موجة برقفي وجهه، لكن ويندو استطاع تحويل مسار الموجة وردها نحو بالباتين، ما أدى لتشويه وجهه (بالشكل الذي ظهر عليه في الثلاثية الأولى). وصل أناكين فطلب منه بالباتين المساعدة، وذكر أنه الوحيد القادر على إنقاذ زوجة أناكين، بادمي أميدالا (ناتالي بورتمان). توسّل أناكين إلى ميس ألا يقتل المستشار وأن يقدمه للمحاكمة أمام مجلس الشيوخ. فرد عليه ويندو أن بالباتين يسيطر على مجلس الشيوخ والمحاكم، وهو أخطر من أن يبقى حيا. في الوقت الذي استعد ميس ليوجه ضربته، تدخل أناكين وقطع يد ويندو. استغل بالباتين الموقف وضرب ويندو بموجة برق أخرى، ورماه من النافذة نحو حتفه.

## الظهور في العالم الموسع
ظهر ميس ويندو على نطاق واسع في عالم حرب النجوم الموسع في الروايات والقصص المصورة. وهو شخصية رئيسية في سلسلة الرسوم المتحركة حرب النجوم: حروب المستنسخين، الذي ظهرت على كارتون نتورك بين عامي 2003-2005. وأدى صوته في السلسلة، الممثل تيرنس كارسون.
في فيلم حرب النجوم: حروب المستنسخين عام 2008 والمرسوم بالكمبيوتر، كرر صامويل جاكسون دوره للشخصية. وكذلك، أعاد تيرينس كارسون دوره للشخصية في المسلسل التلفزيوني الذي أعقب الفيلم.
ميس هو الشخصية الرئيسية في رواية نقطة التحطم Shatterpoint بقلم ماثيو ستوفر، حيث استدعى لكوكبه الأصلي هارون كال ليهزم تلميذه السابق، ديبا بيلابا، الذي تحول إلى الجانب المظلم من القوة. في الرواية يظهر ويندو ولديه موهبة فريدة وهي رؤية «نقاط التحطم»، أو التصدعات في القوة التي يمكن أن تؤثر على مصائر بعض الأفراد، بل والمجرة نفسها. وهذا ما تذكر الرواية أيضا أن ويندو هو مبتكر فن قتالي بالسيف يدعى فاباد، وهو يجعل المقاتل قريبا من الجانب المظلم دون أن يتأثر بها. وكل من حاول إتقان هذا الفن إما تحول للجانب المظلم أو لم يتمكن من إتقانه. وأدخل ستوفر هذه القدرات في الاقتباس الروائي للحلقة الثالثة. وبهذا الفن القتالي استطاع هزيمة دارث سيديوس في القتال بينهما.
وإلى جانب رواية نقطة التحطم، ظهر ميس ويندو في روايات أخرى، مثل عباءة الخداع، دارث مول: صياد الظلال، كوكب اللصوص، رحلة للخارج، وخداع سيستوس، محاكمة الجيداي، يودا: مقابلة في الظلام، متاهة الشر.

## الاستقبال
وضع موقع IGN ميس ويندو في المرتبة 27 بين أعظم شخصيات حرب النجوم، مشيرا إلى أنه كان عنصرا مهما في هذه السلسلة.